# Кім Со Хі
Кім Со Хі (кор. 김소희) — південнокорейська ковзанярка, спеціалістка з бігу на короткій доріжці,  олімпійська чемпіонка та медалістка,  чемпіонка світу в багатоборстві,  чемпіонка та призерка Азійських ігор. 
Золоту олімпійську медаль та звання олімпійської чемпіонки Кім виборола разом із подругами з корейської збірної на Олімпіаді в Ліллегаммері  естафетній гонці на 3000 метрів
. На цій же Олімпіаді вона була другою на дистанції 1000 метрів.
Чемпіонат світу в багатоборстві Кім виграла в Денвері 1992 року.  

## Зовнішні посилання
- Досьє на sports-reference.com [Архівовано 17 квітня 2020 у Wayback Machine.]

## Виноски
1. 1 2  Lillehammer 1994 Official Report - Volume 3 (PDF). Lillehammer Olympic Organizing Committee. LA84 Foundation. 1994. Архів оригіналу (PDF) за 2 грудня 2010. Процитовано 16 січня 2014.